# Scatophage du fumier
Scathophaga stercoraria
Pour les articles homonymes, voir Mouche à merde.
Espèce
La scatophage du fumier (Scathophaga stercoraria), populairement surnommée « mouche à merde », appartient à l'ordre des diptères et à la famille des Scathophagidae. C'est la mouche velue que l'on voit se poser sur les bouses de vache dans les pâtures. Elle mesure de 5 à 12 millimètres et possède des poils dorés (mâle) ou verdâtres (femelle). On la trouve en Europe, Asie et Amérique du Nord.

## Cycle de vie

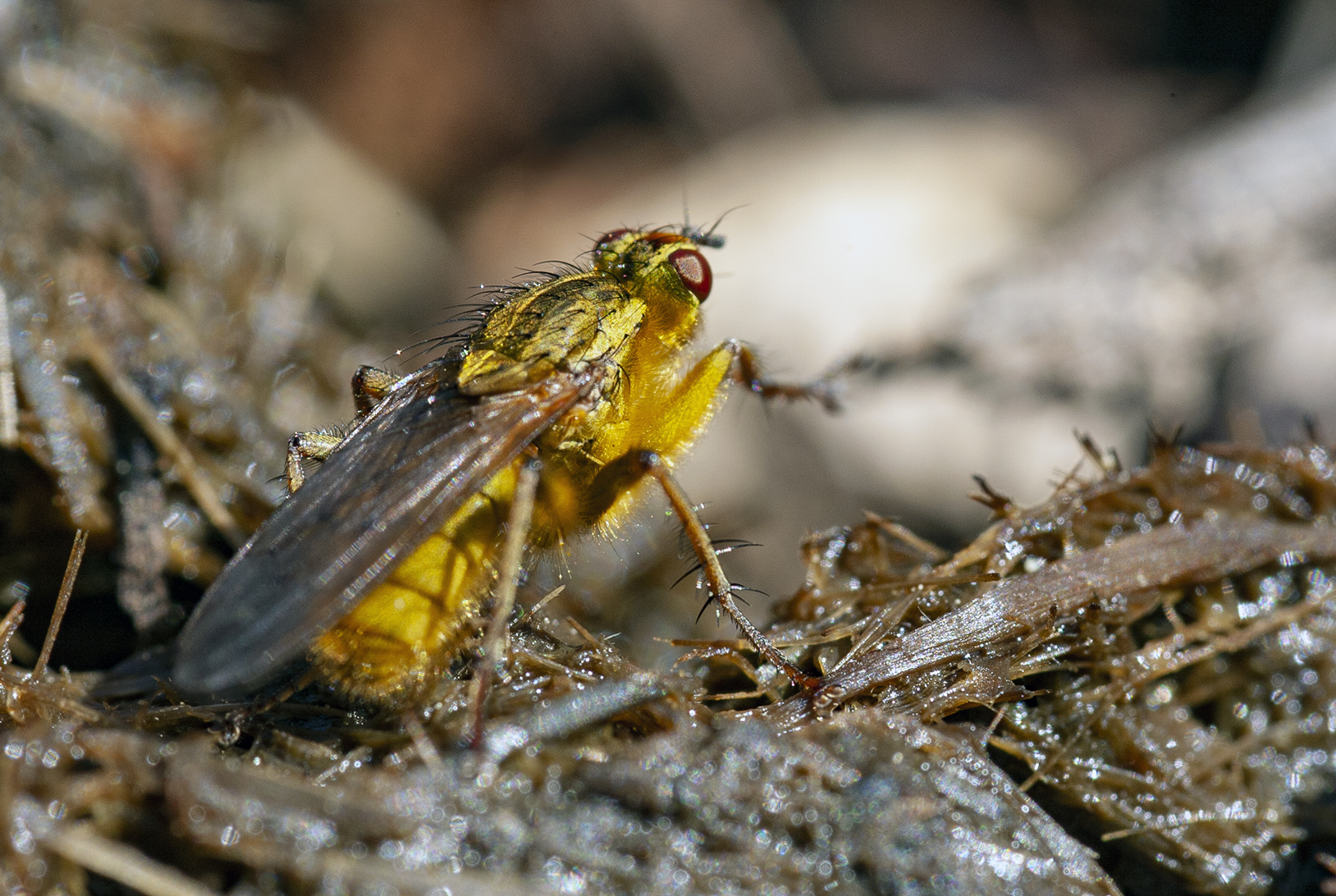
Un adulte sur bouse de vache.

Durant l'accouplement, les insectes se rencontrent sur les bouses de vache fraîchement émises et encore chaudes. Les œufs, d'un diamètre d'un millimètre environ, sont pondus sur cette matière. La larve, un asticot se développe alors pour atteindre environ 10 millimètres, en se nourrissant des larves d'autres insectes coprophages, qu'elle trouve dans la bouse.
La femelle a la capacité de sélectionner le sperme d'un seul mâle en rejetant celui des autres.